# Moving On (musikalbum)
Moving On är ett studioalbum av Sarah Dawn Finer, utgivet 2009.

## Låtlista
1. Standing Strong (Sarah Dawn Finer, Michel Zitron, Tobias Gustavsson)
2. Stupid (Sarah Dawn Finer, Fredrik Kempe)
3. Anything Tonight (Sarah Dawn Finer, (Fredrik Kempe, Anders Hansson)
4. Moving On (Sarah Dawn Finer, Fredrik Kempe)
5. Virus (Sarah Dawn Finer, Björn Djupström, Papaconstantinou, Alex)
6. Is That Enough (Sarah Dawn Finer, Dilba)
7. Not the One (Sarah Dawn Finer, Dilba)
8. Right Track (Sarah Dawn Finer, Magnus Tingsek)
9. I Don't Need Your Love Song (Sarah Dawn Finer, Magnus Tingsek)
10. Does She Know You (Sarah Dawn Finer, Tom Howe, Iain James, Glen Scott)
11. What if this is Love (Sarah Dawn, Peter Kvint, Aleena)
12. For a Friend (Sarah Dawn Finer, Peter Hallström)

## Medverkande musiker
- Sarah Dawn Finer - sångare
- Johan Fransson - trummor
- Joacim Beckman – programmering, producent
- Johan Röhr - programmering, producent

## Listplaceringar
| Lista (2009) | Topplacering |
| ------------ | ------------ |
| Sverige      | 1            |

### Fotnoter
1. ↑  ”Moving On”. Svensk mediedatabas. http://smdb.kb.se/catalog/id/002547691. Läst 16 november 2009.
2. ↑  ”Moving On”. Hitparad. http://hitparad.se/showitem.asp?interpret=Sarah+Dawn+Finer&titel=Moving+On&cat=a. Läst 16 november 2012.